# Nutzlast (Bauwesen)
Die Nutzlast (früher auch Verkehrslast; im Englischen live load) bezeichnet im Bauwesen eine veränderliche oder bewegliche Einwirkung auf ein Bauteil, zum Beispiel infolge von Personen, Einrichtungsgegenständen, Lagerstoffen, Maschinen oder Fahrzeugen. 
Die Intensität der Nutzlast ist stochastisch. Insbesondere plötzliche Veränderungen zu einem beliebigen Zeitpunkt sowie kurzzeitig extrem hohe Werte können auftreten.
Im Gegensatz zu den ständigen Lasten werden die Verkehrslasten bei der statischen Berechnung der Lastannahme nur dann berücksichtigt, wenn sie sich für den zu führenden Nachweis ungünstig auswirken.
Weitere veränderliche Lasten, die nur bei ungünstiger Wirkung berücksichtigt werden, sind z. B. Windlast und Schneelast.

## Hochbauten
Die Rechenwerte der gleichmäßig verteilten Nutzlasten sind entsprechend der Einteilung der Nutzungsflächen nach Nutzungskategorien festgelegt. Damit werden langfristige Lasten, wie ruhendes Mobiliar, und kurzfristige Lasten, wie gestapelte Güter oder außergewöhnliche Personenkonzentrationen, sowie normale Maschinenlasten erfasst.
| Kategorie | Kategorie | Nutzung                     | Beispiele                                        | Flächenlast qk (kN/m²) | Einzellast Qk (kN) |
| --------- | --------- | --------------------------- | ------------------------------------------------ | ---------------------- | ------------------ |
| A         | A1        | Spitzböden                  | Dachraum bis 1,8 m lichter Höhe                  | 1,0                    | 1,0                |
| A         | A2        | Wohn- und Aufenthaltsräume  | Räume und Flure in Wohngebäuden, Hotelzimmer     | 1,5                    | -                  |
| A         | A3        | Wohn- und Aufenthaltsräume  | wie A2, aber ohne ausreichende Querverteilung    | 2,0                    | 1,0                |
| B         | B1        | Büroflächen, Arbeitsflächen | Bürofläche, Kleinviehställe                      | 2,0                    | 2,0                |
| B         | B2        | Büroflächen, Arbeitsflächen | Altenheime, Internate                            | 3,0                    | 3,0                |
| T         | T1        | Treppen und Treppenpodeste  | Treppen und Treppenpodeste der Kategorie A       | 3,0                    | 2,0                |
| T         | T2        | Treppen und Treppenpodeste  | Treppen und Treppenpodeste der Kategorie B bis E | 5,0                    | 2,0                |
| Z         |           | Balkone                     | Dachterrassen, Loggien, Balkone                  | 4,0                    | 2,0                |

An Brüstungen und anderen Absturzsicherungen ist horizontal ein Holmdruck anzusetzen.

## Straßenbrücken

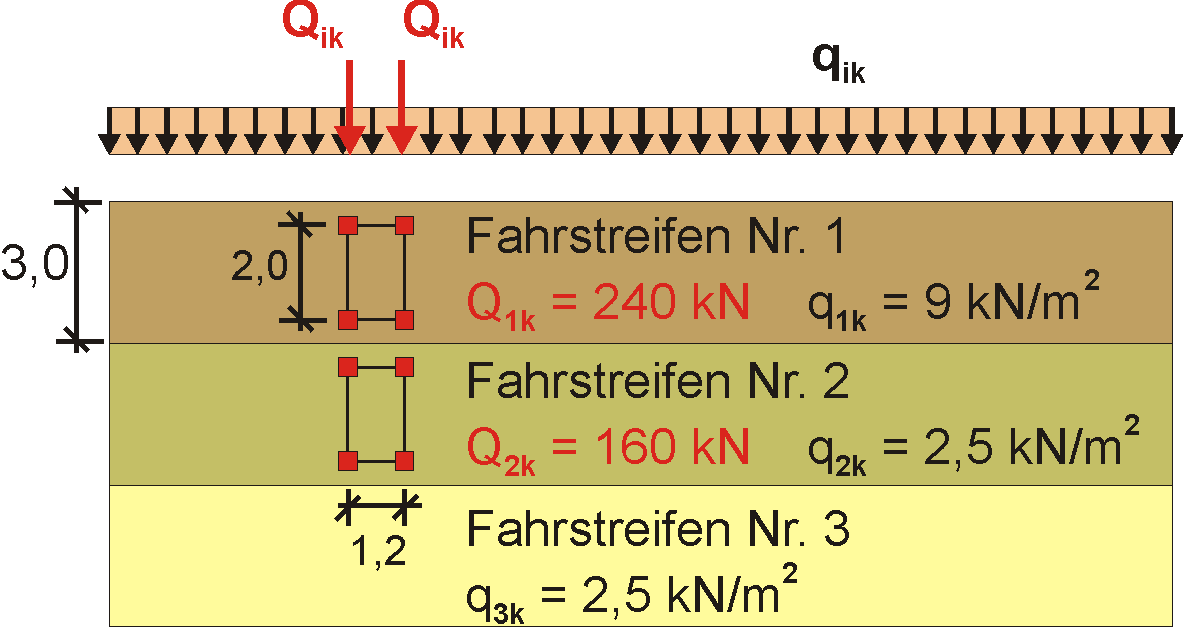
Lastmodell 1, DIN Fachbericht 101

Die anzunehmenden Nutzlasten auf Straßenbrücken werden durch Lastmodelle dargestellt. Das meist maßgebende Lastmodell 1 besteht aus Doppelachslasten (TS-Last) und gleichmäßig verteilten Flächenlasten (UDL-Last) für die Einwirkungen aus Schwerlastfahrzeugen und Personenkraftwagen. Die Modellierung und Kalibrierung erfolgte durch statistische Auswertungen des Verkehrs von ausgewählten Straßen und zugehörige Verkehrslastsimulationen.
Bis 2003 wurden die Straßen- und Wegbrücken gemäß der bis dahin gültigen DIN 1072 je nach Belastbarkeit in Brückenklassen eingeteilt. Die höchste Brückenklasse war 60/30, d. h. neben gleichmäßig verteilten Flächenlasten war auf der Hauptspur ein Schwerlastwagen von 60 t Gesamtlast (SLW 60) und auf der Nebenspur einer von 30 t Gesamtlast anzusetzen.
Zusätzliche Lastmodelle ergeben sich in Deutschland aus der Militärischen Lastenklasse, für welche die Brücke bei Vorgabe durch den Bauherrn auszulegen ist.
| Klasse | Gleiskettenfahrzeuge | Räderfahrzeuge |
| ------ | -------------------- | -------------- |
| 40     | 36,3 t               | 42,6 t         |
| 50     | 45,4 t               | 52,6 t         |
| 80     | 72,6 t               | 83,5 t         |
| 100    | 90,7 t               | 104,3 t        |
| 120    | 108,9 t              | 125,2 t        |

Seit 1. Juli 2012 gelten für neue Brücken die Bestimmungen von Eurocode 2, die in EN 1992, bestehend aus 4 Teilnormen festgelegt ist.

## Fußgängerbrücken
Für Fußgänger- und Radwegbrücken ist nach DIN Fachbericht 101 als Nutzlast eine Flächenlast von 5 kN/m² anzusetzen. Diese kann bei Stützweiten von mehr als 10 m in Abhängigkeit von der Stützweite reduziert werden. Als unterer Grenzwert gilt dabei für Stützweiten größer als 210 m eine Nutzlast von 2,5 kN/m².

## Eisenbahnbrücken

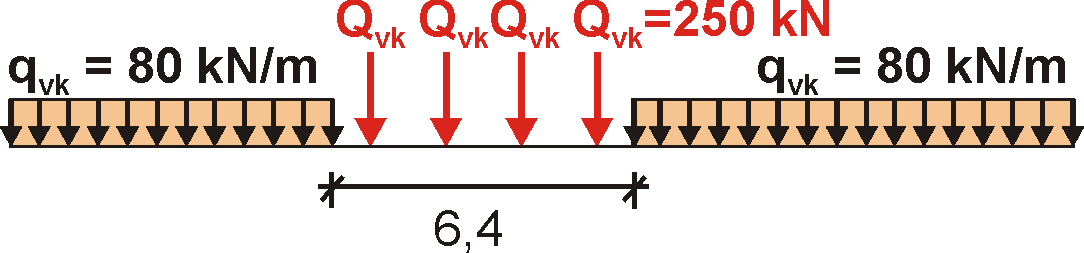
Lastmodell 71, DIN Fachbericht 101

Für den normalspurigen Eisenbahnverkehr ist in Deutschland auf Strecken mit Normalverkehr das Lastmodell 71 anzusetzen, das mit dem Lastmodell UIC 71 identisch ist. Dies entspricht den Meterlasten der Streckenklasse D4.
Bei Strecken mit Schwerverkehr sind zusätzliche Lastmodelle zu beachten. Solche Lastmodelle sind zur Ermittlung der maßgebenden Schnittgrößen in die ungünstigste Laststellung zu bringen, die sich z. B. mit Hilfe von Einflusslinien bestimmen lassen.